# 人間嫌い
『人間嫌い:あるいは怒りっぽい恋人』（仏語原題： Le Misanthrope ou l'Atrabilaire amoureux ）は、モリエールの戯曲。1666年発表。パレ・ロワイヤルにて同年6月4日初演。
モリエールは「高貴な宮廷人や知識人でも、平民でも楽しめるような」作品を書くことを念願としており、本作でそれを試した。その結果、前者には好評を博したが、後者には不評を買い、モリエールの期待は裏切られた。そのため、本作を基点に作風を転換することとなる。

## 登場人物
- アルセスト - セリメーヌの恋人。
- フィラント - アルセストの友人。
- オロント - セリメーヌの恋人。
- セリメーヌ - アルセスト、オロントの恋人。奔放な女。
- エリアント - セリメーヌの従姉。
- アルシノエ - セリメーヌの女友達。
- アカスト - 貴族。侯爵。
- クリタンドル - 貴族。侯爵。
- バスク - セリメーヌの従僕。
- デュ・ボワ - セリメーヌの従僕。
- 貴族警察所の警吏

## あらすじ
舞台はパリ。セリメーヌの家。

### 第1幕
フィラントとアルセストの会話から始まる。フィラントはお世辞を巧みに使い、上手く人と付き合うことのできる青年だが、アルセストはその逆で、いかなる場合でも本心から出る言葉を吐くべきだと考えている。そのような考えを抱いているから、アルセストにはフィラントの態度が現代の悪風そのものに映るので、議論となってしまう。だがアルセストは、その悪風が根の深いところまで染み込んでいるセリメーヌを好いているのであった。そこへオロントが現れる。彼は自作のソネットを披露するが、お世辞の言えないアルセストは面と向かってそれを貶してしまい、険悪な雰囲気となってしまった。それ見たことかとフィラントは言うが、アルセストは耳を貸そうとしない。

### 第2幕
アルセストはセリメーヌが色んな男をたぶらかそうとしている、その奔放さが我慢できないので、注意をしにきた。そのような態度を改めるようセリメーヌに迫るが、のらりくらりとかわされてしまう。そこへエリアントがアカストとクリタンドルを伴ってやってきた。他人の悪口や噂話に花を咲かせる彼らの話を黙って聞いていたが、このような人物たちと付き合っているから、セリメーヌがあのようになってしまうのではないかと考え、食ってかかるアルセスト。そこへ警吏が登場。オロントのソネットを貶した件で、調停をするから出頭せよという。意見は曲げないと誓いながらも、しぶしぶアルセストは出頭に応じる。

### 第3幕
アルシノエが登場。散々彼女の陰口をたたいていたセリメーヌだったが、アルシノエが現れると途端に豹変し、歓迎する。アルシノエは、セリメーヌの日頃の行為から来る評判が思いのほか悪いことを忠告しに来たのであったが、セリメーヌは耳を貸すどころか、逆にやり返してしまった。その帰り際、アルシノエはアルセストに出会った。彼女はセリメーヌに恋をするなんて、早く目を覚ましたほうが良いと彼にも忠告するが、アルセストも耳を貸さない。それなら、セリメーヌの不義を証拠をつけて示してみせようと、自宅にアルセストを招くアルシノエ。

### 第4幕
エリアントはアルセストの「正直すぎる」ところを高く評価し、恋心を抱いていた。だがフィラントはエリアントを想っている。もしアルセストの気持ちがセリメーヌに届き、恋が叶わなかった場合には、自分を選んでほしいとフィラントは告げる。そこへアルセストが興奮しながらやってきた。アルシノエからセリメーヌの不義の証拠(＝手紙)を手に入れたので、セリメーヌの自分に対する侮辱に憤慨しているのである。そこへセリメーヌがやってきた。アルセストはここぞとばかりに親しげな情愛が認められた手紙を彼女に突きつけるが、セリメーヌは「その手紙は女性に宛てたもの」と弁解する。そこへデュ・ボワがやってきた。以前より継続していた裁判に関連して「速やかにこの土地から立ち去る」ように使者が述べたという。状況が把握できないので、ひとまずセリメーヌの前から退散するアルセスト。

### 第5幕
アルセストは裁判に敗訴し、ますます人間社会への不信を募らせた。正義はこちらにありながらも、相手の奸策によって、その正義が蹂躙されたと考えているのだ。隠遁生活を送る決心をしながらも、セリメーヌへの恋心を忘れられず、ついにオロントと共に、どちらを選ぶのか決心するようにセリメーヌに迫る。そこへアルシノエが、アカストとクリタンドルを伴ってやってきた。セリメーヌがこの2人の男性に宛てた手紙には、様々な人物への辛辣な評が並べ立てられていたのであった。それを知って一気に熱情から冷め、手を引くオロント。恋敵のいなくなったアルセストはなおもセリメーヌを愛していたため、ともに隠遁生活についてくるよう彼女には告げるが「退屈で耐えられない」と断られてしまう。ますます絶望して、隠遁の地を探しに出かけるアルセスト。それを心配し、止めに行くエリアントとフィラントであった。

## 成立過程
1664年に公開された「タルチュフ」は当時のキリスト教信者たちを愚弄する内容であったが、それを巡って、モリエールは激しい攻撃に晒されていた。彼らが強い政治的な力を持っていたために、「タルチュフ」とその作者モリエールに好意的であった国王ルイ14世も彼らの猛抗議を無視できず、やむなく「タルチュフ」は上演禁止となった。
それ以後も攻撃は止まず、翌年初演の「ドン・ジュアン」は、その大反響にも拘らず上演を早々に打ち切らねばならなかった。このほか、家庭生活の不和（妻の浮気や息子の夭折など）、友人関係のあったラシーヌの裏切りなどもあって、持病の胸部疾患が極度に昂進し、休養を取らねばならなくなった。
一時は死亡したという噂さえ広まったが、復活し、その直後に上演されたのが「人間嫌い」である。モリエールが珍しくたっぷりと時間をかけて書き上げた作品で、上演開始前にオルレアン公爵夫人のサロンで朗読され、高尚な趣味と教養を持つ宮廷人や識者たちの大変な好評を獲得した。
6月4日、パレ・ロワイヤルで上演が開始された。第2回公演まではまずまずの成績を上げたが、それ以後は客足が鈍っていった。というのも、17世紀中盤までのフランスの一般市民の趣味は、「ズボンの中に（汚物を）垂れ流した」と聞いて大笑いするような、現代からすれば全く下品なものであったため、本作にて描かれているような、繊細な人物の心理表現がわからなかったのである。
鈍った客足をどうにかするための、梃入れ策として『いやいやながら医者にされ』が書き上げられ、客足は回復した。

## 特徴・補足
- モリエールにしては珍しくアレクサンドランを用いて書かれた戯曲であり、17世紀当時の古典劇を書く際の法則である三一致の法則[19]を遵守した作品である[9]。

- 本作があまり成功しなかったのは、国王ルイ14世の母アンヌ・ドートリッシュが1666年1月に死去し、宮廷が服喪中であるということも悪条件も重なっていたからである[20][21]。

## 翻訳
- フランス語の題名「Le Misanthrope」は「人間を嫌う男」くらいの意味であり、明治以降「厭人家」や「人間嫌い」などと訳されてきた。また、辰野隆は杜甫の詩の一節「秋風吹孤客」から採って「孤客」なる題名を附した。他に鈴木力衛は、副題 「l'Atrabilaire amoureux」 を訳した「怒りっぽい恋人」を題名としている。

- 草野柴二はこの作品を「健闘家」と言う題名で第二幕まで訳しながら、結局最後まで訳さなかった。これは主人公アルセストの性格の一端が自分と酷似していて、薄気味悪くなったからと言われている[22]

### 日本語訳
- 『人間嫌ひ』関口存男訳、岩波文庫、1928年
- 『人間嫌ひ』吉江喬松訳、改造文庫、1939年[23]
- 『孤客（ミザントロオプ）』辰野隆訳、岩波文庫、1950年、改版1976年 再改版2008年
- 『人間ぎらい』内藤濯訳、新潮文庫、1952年、のち改版（電子書籍で再刊）
  - 元版『人間ぎらい』内藤濯 訳、（世界文學全集 6 佛蘭西古典劇集 所収）、新潮社、1928年
- 『厭人家』坪内士行訳、（モリエール全集 所収）、天佑社、1920年
- 『世間嫌い』井上勇訳、（ドン・ジュアン 他二篇 所収）、聚英社、1923年
- 『人間嫌い』井上勇 訳、（古典劇大系 第七卷 佛蘭西篇(1) 所収）、近代社、1924年
- 『人間嫌ひ』吉江喬松訳、（モリエール全集 第二卷 所収）、中央公論社、1934年
- 『人間嫌ひ』内藤濯 訳、（モリエエル傑作集 所収）、新潮文庫、1937年
  - 元版　『人間ぎらい』内藤濯 訳、（世界文學全集 6 佛蘭西古典劇集 所収）、新潮社、1928年
- 『人間ぎらい』内藤濯 訳、（モリエール喜劇集 所収）、生活社、1948年
- 『ミザントロオプ（孤客）』辰野隆 訳、（モリエール選集 1 所収）、南北書園、1949年
- 『孤客（ミザントロオプ）』辰野隆 訳、（世界文学全集古典篇 11 モリエール篇 所収）、河出書房、1951年
- 『孤客（ミザントロオプ）』辰野隆 訳、（モリエール名作集 所収）、白水社、1951年
- 『人間ぎらい－もしくは「怒りっぽい恋人」－』 内藤濯 訳、（決定版 世界文学全集 第三期3巻 所収）、河出書房、1958年
- 『孤客（ミザントロオプ）』辰野隆 訳、（世界文学大系 14 古典劇集篇（朱版） 所収）、筑摩書房、1961年
- 『孤客（ミザントロオプ）』辰野隆 訳、（世界文学大系 29 古典劇集篇（黒版） 所収）、筑摩書房、1961年
- 『孤客（ミザントロオプ）』辰野隆 訳、（世界古典文学全集 47 モリエール篇 所収）、筑摩書房、1965年
- 『怒りっぽい恋人[24]（ル・ミザントロープ）』鈴木力衛訳（世界文学全集 第三集6巻 所収）、河出書房、1965年
- 『ル・ミザントロープ もしくは 怒りっぽい恋人』鈴木力衛 訳、（モリエール全集 4 所収）、中央公論社、1973年
- 『孤客（ミザントロオプ）』辰野隆 訳、（世界文学大系 18 古典劇集（白版） 所収）、筑摩書房、1975年

### 翻案
- 『喜劇 健闘家』 草野柴二 訳、明星 1904年12月号、1905年3月号 掲載[25]